# Jikuu Senshi Spielvan
Jikū Senshi Supiruban (時空戦士スピルバン, traducido como Guerrero Dimensional Spielvan) es una serie de televisión japonesa del género Tokusatsu, parte de la saga Metal Hero creada por Toei Company y emitida desde el 7 de abril de 1986 al 9 de marzo de 1987.

## Trama
El Imperio Waller destruye el planeta Clean con fines maléficos. Dos niños de este planeta destruido, Spielvan y Diana escapan a la Tierra a bordo del Grand Nazca. Los dos crecen durante su largo viaje y llegan a la Tierra para evitar que el Imperio Waller busque más agua. Spielvan vengará la muerte de su madre Anna y la destrucción de su planeta natal, y buscará a su perdido padre Ben y su hermana Helen. Al comienzo de la serie Spielvan ignora que su padre y su hermana han sido miembros del Imperio Waller contra su voluntad.

## Actores
- Hiroshi Watari: Spielvan/Yuusuke Jou
- Makoto Sumikawa: Lady Diana/Diana
- Naomi Morinaga: Helen
- Machiko Soga: Pandora
- Ichiro Mizuki: Doctor Ben/Dr. Bio
- Rachel Huguett: Anna
- Maria Hernández: Marin
- Mickey Curtis: Emperador Guillotine
- Michiro Nishiwaki: Rikki
- Chiemi Terato: Shadow
- Mako Yamashina: Gasher
- Shōzō Iizuka (voz): Deathzero
- Masahiro Sudou: Youki

- Datos: Q1209815